# Wind of Change
«Wind of Change» es una canción de la banda alemana de hard rock y heavy metal Scorpions, publicada como sencillo en enero de 1991 por Mercury Records e incluida como el cuarto tema de su undécimo álbum de estudio Crazy World (1990). Escrita íntegramente por el vocalista Klaus Meine, obtuvo su inspiración después de que la banda visitara la en aquel entonces Unión Soviética —primero Leningrado en 1988 y luego Moscú en 1989— como parte de la gira promocional del disco Savage Amusement. A pesar de que su letra trata sobre Moscú y las experiencias que vivieron en Rusia, una vez que salió a la venta como sencillo se relacionó con los eventos políticos y sociales que ocurrieron o estaban ocurriendo en Europa, como la caída del muro de Berlín, la reunificación alemana y las reformas políticas, perestroika y glásnost, impulsadas por el líder soviético Mijaíl Gorbachov. Considerada como una power ballad de rock, su principal hook es un silbido interpretado por Meine, que inicialmente generó discusiones con los representantes de Mercury sobre si incluirlo o no.
Una vez que salió a la venta, logró una positiva notoriedad comercial a nivel mundial, porque entró en las listas musicales de setenta y ocho países; en más de diez consiguió el primer puesto y en otros tantos estuvo entre los diez mejores. Con varias certificaciones de oro y platino, se estima que sus ventas fluctúan entre las 14 y 15 millones de copias, lo que lo convierte en uno de los sencillos más vendidos del mundo. Gracias al éxito conseguido, el sello les solicitó que grabaran una versión en español llamada «Viento de cambio». Asimismo, Scorpions también editó una en ruso denominada «Ветер Перемен», lo que los posicionó como la primera agrupación alemana de rock en grabar material en ese idioma.
A su vez, recibió reseñas mayormente favorables por parte de la crítica especializada, que resaltó su mensaje reflexivo, su ambiente musical y su sentido de esperanza y paz. Por su parte, su videoclip impulsó más ese sentimiento de reunificación, aunque el sello consideró que su resultado era demasiado político, puesto que mostraba imágenes de diversos acontecimientos históricos que pasaron en esa época. Con el paso de los años, distintos críticos y medios de comunicación han posicionado a «Wind of Change» como una de las mejores y más importantes power ballads de la historia. De igual manera, ha sido versionada y adaptada en otros idiomas por varios artistas, para sus respectivas producciones discográficas.

## Antecedentes
El 16 de abril de 1988 Scorpions publicó su décimo álbum de estudio —Savage Amusement— y al día siguiente comenzó su respectiva gira promocional en la aquel entonces Unión Soviética. En un principio se suponía que tocarían cinco conciertos en Moscú y cinco en Leningrado, pero las autoridades locales cancelaron las fechas en la capital ante el miedo de que la euforia de los jóvenes provocara disturbios. Sin embargo, a modo de compensación, tales presentaciones las añadieron a las ya contempladas en Leningrado. En total, la banda tocó diez conciertos en el recinto Lenin Sport & Concert Complex de esta última ciudad entre el 17 y 26 de abril de 1988, en donde contó con la soviética Gorky Park como telonera. Este hecho hizo que Scorpions fuera la primera agrupación de heavy metal en tocar en la Unión Soviética. Presentarse allí fue un «sueño hecho realidad» según el guitarrista Rudolf Schenker, debido a la historia bélica que separaba a Alemania —país natal de Scorpions— de Rusia, él afirmó: «Queríamos mostrarle a la gente en Rusia que aquí está creciendo una nueva generación de alemanes, y no vienen con tanques y armas y haciendo la guerra, ¡vienen con guitarras y rock and roll y trayendo amor!». El resultado positivo de los mencionados conciertos motivó a Doc McGhee —mánager de la banda— y al promotor soviético Stas Namin a crear el evento Moscow Music Peace Festival. Acontecido el 12 y 13 de agosto de 1989 en el Estadio Central Lenin —actual Estadio Olímpico Luzhnikí— Scorpions compartió escenario con las bandas Gorky Park, Bon Jovi, Cinderella, Mötley Crüe, Ozzy Osbourne y Skid Row. Con la premisa de apoyar a la fundación antidrogas The Make a Difference, el festival reunió a 200 000 personas.

## Composición y grabación

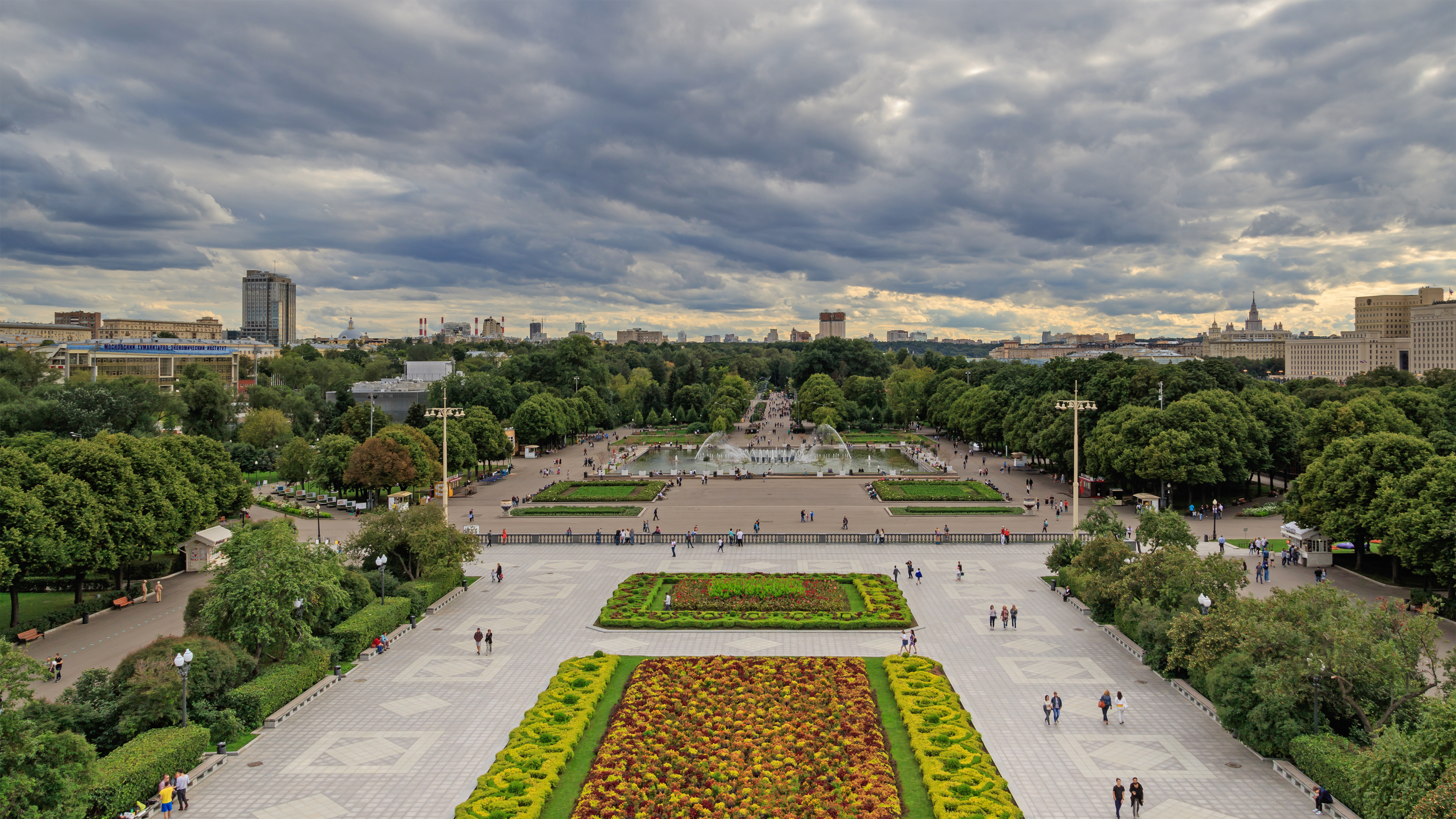
El parque Gorki de Moscú sirvió de inspiración a Klaus Meine para componer la canción

Klaus Meine compuso la canción basándose en las experiencias vividas durante la estancia del grupo en Leningrado en 1988 y en Moscú en 1989, él contó: «Muchos jóvenes rusos sintieron que toda la generación de la Guerra Fría terminaría pronto. Había un sentimiento de esperanza. Y eso es lo que traté de expresar en la canción». Asimismo, Schenker mencionó que de cierta manera Meine captó la energía de la capital rusa, porque a pesar de que el muro de Berlín aún no caía, en ese país: «¡Gorbachov traía la glásnost y la perestroika! El mundo estaba cambiando». El vocalista se inspiró en agosto de 1989 cuando estaba sentado en el parque Gorki observando el río Moscova y la terminó de componer al mes siguiente; McGhee recordaba que mientras volvían al hotel después del segundo concierto del Moscow Music Peace Festival, el 13 de agosto, él ya estaba silbando la canción.
Según Meine, tanto algunas partes de la letra como su estructura «salieron bastante rápido», mientras que la melodía surgió a través de un silbido. Este fue el primer tema escrito íntegramente por Meine, ya que hasta entonces aparecía como el letrista principal y Schenker como el compositor de la música. De acuerdo con el baterista Herman Rarebell, que en la década de los ochenta coescribió algunos éxitos con Meine, esta canción lo sacó del proceso de composición y afirmó que Meine le dijo que desde ese momento él escribiría solo, ya que gracias al tema había recibido una oferta editorial y no quería compartir las ganancias económicas. Rarebell, que dejó la banda en 1996, señaló: «Supe desde ese momento que estaba fuera, y era sólo una cuestión de tiempo. Después de eso, no tuve más creatividad».
Considerada como una power ballad de rock, los medios de comunicación suelen clasificarla además dentro de los estilos adult contemporary, hard rock, heavy metal, glam metal, soft rock y arena rock. Su letra se ha asociado con los eventos políticos y sociales que ocurrían y ocurrieron en Europa, como la caída del muro de Berlín y la reunificación alemana, pero tuvo una mayor repercusión una vez que se lanzó como sencillo en 1991, ya que se consideró como la banda sonora del fin de la Cortina de Hierro y pasó a ser el «himno de la revolución pacífica». No obstante, su compositor comentó que le parecía curioso que la asociaran con Alemania y el muro, cuando en realidad trata sobre Moscú. Según la partitura publicada en Musicnotes por Alfred Publishing Co. Inc, el tema está compuesto en la tonalidad de do mayor con un tempo moderadamente lento de 77 pulsaciones por minuto. El registro de Meine se extiende desde la nota sol mayor4 a sol mayor5. Por su parte, su progresión armónica consiste en do-re menor-do-re menor-la menor-sol para las estrofas y do-sol-re menor-sol-la menor-sol menor para los coros.
Al igual que las demás canciones del disco Crazy World, «Wind of Change» se grabó en los Wisseloord Studios de Hilversum (Países Bajos) y en el estudio propiedad del productor Keith Olsen, Goodnight LA de Los Ángeles (Estados Unidos). Cuando Olsen la oyó por primera vez recordó: «Se me erizó el vello de los brazos. Tenía una copia de la letra y era simplemente, "Woah..." Fue una declaración emocional muy fuerte. Pero no fue una declaración política de ya ya ya, rah rah rah. Fue tan genuino». La introducción se suponía que iba a ser creada con guitarras y teclados, pero no funcionó hasta que probaron con el concepto original de Meine, un silbido. Aunque a la banda y al productor les gustó su inclusión, los ejecutivos de Mercury Records no estaban de acuerdo con ellos y les recomendaron que lo eliminaran, lo que generó una discusión. Doc McGhee les dijo que no lo excluirían, ya que ese era el hook, mientras que Schenker indicó que cuando sacaron el silbido «la canción perdió algo (...) [y] dijimos ¡A la mierda! mantenemos el silbido». Cabe señalar que «Wind of Change» es una de las pocas canciones de la banda en donde el solo de guitarra es interpretado por Schenker y no por Matthias Jabs. Por otro lado, Klaus Meine junto con Rudolf Schenker la inscribieron como marca registrada en la Unión Europea en 2005.

### ¿Intervención de la CIA?
En mayo de 2020, Patrick Radden Keefe del The New Yorker investigó el rumor de que la Agencia Central de Inteligencia (CIA) intervino en la creación de la canción. Todo se inició porque un cercano al periodista afirmó que había escuchado que uno de sus superiores de la inteligencia estadounidense escribió el tema. A través de una serie de pódcast, Keefe documentó los eventuales hechos y trató de dilucidar la conexión real de tal rumor. Más tarde, Eddie Trunk le consultó a Meine por ello y mencionó: «Es una historia muy entretenida y realmente loca, pero como dije, no es cierto en absoluto. Como dirían ustedes, los estadounidenses, son noticias falsas». Además, sobre el pódcast señaló que: (...) «Esos muchachos son muy profesionales y muy creativos, y la forma en que lo armaron se siente como una serie de Netflix, ¿cierto? Eso es lo que es». En diciembre de 2020, la revista en línea Deadline Hollywood anunció que el pódcast, titulado precisamente Wind of Change, sería adaptado para la televisión por Hulu.

## Lanzamiento

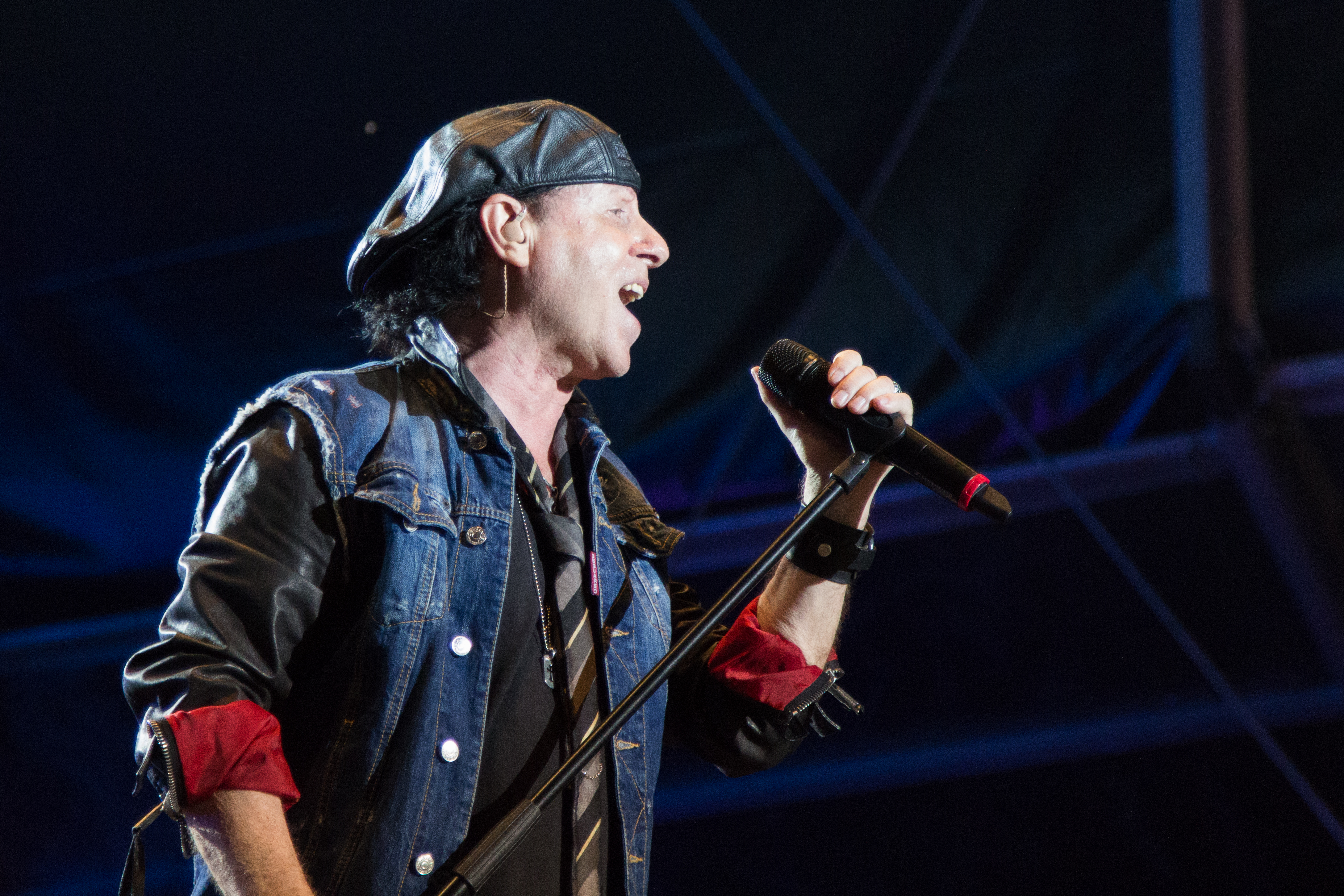
«Wind of Change» fue la primera canción escrita íntegramente por Klaus Meine

«Wind of Change» salió a la venta a nivel mundial el 21 de enero de 1991 como el tercer sencillo de Crazy World, a través de Mercury Records. Su lado B dependió de cada edición y del formato de almacenamiento, por ejemplo el siete pulgadas europeo poseía a «Restless Nights», mientras que el de doce pulgadas incluyó a esta última y una versión en vivo de «Big City Nights» grabado en el Moscow Music Peace Festival. El 20 de mayo, Vertigo Records lo publicó en el Reino Unido, pero el doce pulgadas contó con la versión en vivo de «The Zoo». Por su parte, el 29 de julio se lanzó en formato sencillo en CD y su lado B era «Money and Fame». El 16 de septiembre Vertigo publicó nuevamente el sencillo en el Reino Unido, pero en esta ocasión el lado B del vinilo de 12" lo ocuparon «Hit Between the Eyes» y «Blackout», mientras que en la edición sencillo en CD lo fue «To Be With You in Heaven».
A diferencia de los otros países europeos, en donde se lanzaron «Tease Me Please Me» y «Don't Believe Her» como primer y segundo sencillo, en Francia se hizo lo opuesto y optaron por publicar a «Wind of Change» como el primero. Según Michel De Souza, el representante de ventas del sello en ese país, consideraron el éxito que tuvo «Still Loving You» a mediados de la década de 1980, así que probaron con el tema y tuvieron una rápida recepción en las radios. A pesar del significado que se la ha dado a la canción, Klaus Meine señaló: «En aquellos días, nadie decía: "sabes, desde que cayó el muro de Berlín, esta sería una gran canción para este momento"» y su lanzamiento se dio solo porque alguien pensó que «podría ser un buen sencillo».

## Recepción

### Comercial
En Europa

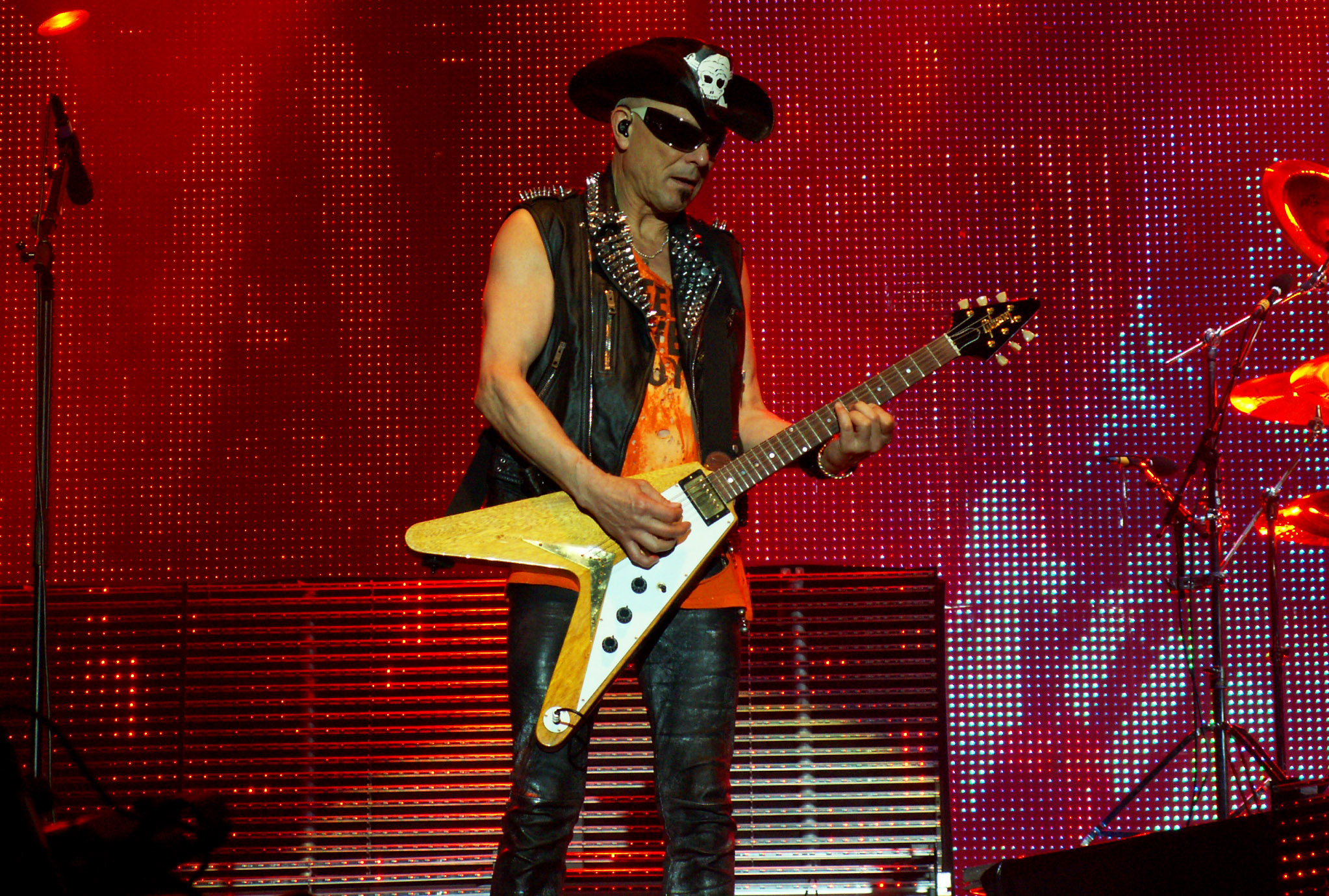
«Wind of Change» es una de las pocas canciones en donde el solo de guitarra es interpretado por el guitarrista rítmico y fundador de la banda, Rudolf Schenker

Como lo esperaban los representantes de Mercury, «Wind of Change» fue un éxito en Francia. El 5 de enero de 1991 debutó en el puesto 32 en la lista nacional y paulatinamente comenzó a subir posiciones hasta que en menos de un mes entró entre los diez mejores. El 9 de marzo llegó hasta el primer lugar y se mantuvo en él por siete semanas consecutivas. Al poco tiempo la Syndicat National de l'Édition Phonographique (SNEP) le confirió un disco de oro y hasta abril había vendido más de 400 000 copias en ese país. Terminó como el tercer mejor sencillo del año, detrás de «La Zoubida» de Lagaf' y «Désenchantée» de Mylène Farmer, primero y segundo respectivamente. Años después, entró nuevamente en la lista, primero en julio de 2011 y luego en febrero de 2014, en donde alcanzó las posiciones 90 y 140, respectivamente. Schenker señaló que: «(...) "Wind of Change" se hizo muy popular allí [Francia]. Y de ahí vino la especie de revolución de esta canción, de un país a otro». En Alemania, estuvo por cincuenta y una semanas seguidas en el Media Control Chart; once de ellas (desde el 3 de junio y hasta 12 de agosto) permaneció en la cima. Antes de terminar el año, la Bundesverband Musikindustrie (BMVI) le entregó un disco de platino en representación a 500 000 unidades vendidas en su país natal. En febrero de 1992, Media Control Chart reportó que «Wind of Change» fue la canción más reproducida en Alemania en 1991. En Austria también logró el primer lugar en el Ö3 Austria Top 40 y en noviembre la filial nacional de la Federación Internacional de la Industria Fonográfica (IFPI) le dio un disco de platino por vender más de 50 000 unidades.
Entre el primer y segundo trimestre de 1991, «Wind of Change» logró el primer lugar en los conteos de otros países europeos como Bélgica —región Flandes—, Dinamarca, Grecia, Países Bajos, Polonia, Noruega, Suecia y Suiza. A diferencia de lo que ocurría en Europa continental, en el Reino Unido solo alcanzó la posición 53 en el UK Singles Chart. El sencillo pasó casi inadvertido según los reportes radiales británicos, así que Phonogram —dueño de Vertigo Records— optó por «darle un descanso». Una vez que comenzó a tener notoriedad en los Estados Unidos, la compañía lo relanzó en septiembre y, a su vez, volvió a publicar el álbum. En esta ocasión replicó el éxito conseguido en las otras naciones, porque llegó hasta el segundo puesto en el UK Singles Chart como en el Top 75 Singles de Music Week y al primero en el UK Indie Chart. En octubre de 1991 la Industria Fonográfica Británica (BPI) lo certificó de disco de plata por vender más de 200 000 copias, mientras que en febrero de 2024 logró la de oro tras superar las 400 000. Por su parte, en Irlanda alcanzó la segunda casilla en el Irish Singles Chart por aquel mismo tiempo.
En cuanto a las listas europeas desarrolladas por la revista Music & Media, el 26 de enero de 1991 debutó en la casilla 50 en el European Airplay Top 50 y para la semana del 13 de abril logró la sexta como máxima posición. Desde enero tenía una constante difusión radial en las emisoras francesas tanto AM como FM, pero no fue hasta el 18 de mayo, gracias al airplay en Alemania y, en menor medida, en Noruega, Dinamarca y Benelux, que le permitió entrar en el Euro Hit Radio Top 50 en el puesto 24. El 29 de junio nuevamente ingresó en mencionado recuento, en esta ocasión logró el vigésimo tercer lugar, debido al airplay en nueve países, sobre todo en Alemania, Francia y Benelux. Por último, el 12 de octubre por tercera vez se posicionó en el Euro Hit en el puesto 34, luego de que las estaciones radiales británicas la «redescubrieran» según M&M. Por su parte, el 3 de agosto obtuvo el décimo lugar en los 10 más vendidos en Europa. El 2 de febrero hizo su debut en la casilla 84 en la principal lista europea, European Hot 100 Singles, y para la semana del 8 de junio llegó al número uno. En el recuento anual, «Wind of Change» terminó como el segundo sencillo más exitoso detrás de «(Everything I Do) I Do It for You» de Bryan Adams. Con un total de 47 semanas en la lista hasta el 21 de diciembre de 1991 —y aún permanecía en ella— superó el récord de «Wonderful Life» (1988) de Black (46 semanas) como el sencillo que más tiempo estuvo en el European Top 100 Singles. A su vez, culminó en el primer puesto de los sencillos europeos y como el más vendido de un artista alemán.
En el resto del mundo
Por su parte, en los Estados Unidos, ingresó en las listas musicales de varias de las revistas especializadas de la época. En las desarrolladas por Billboard, «Wind of Change» logró los puestos cuadragésimo tercero en Adult Contemporary; el noveno en Radio Songs; el cuarto en Hot 100; el tercero en Hot Jukebox Singles y el segundo en Mainstream Rock Tracks. Asimismo, entró entre los diez sencillos más vendidos en los conteos principales de Gavin Report, Hits, Cashbox y Radio & Records. Además tuvo una importante presencia en las radios en ese país, principalmente entre agosto y septiembre de 1991. De acuerdo con Radio & Records, «Wind of Change» alcanzó a posicionarse en las listas por mercados de CHR National Airplay: puesto decimotercero en los mayores, séptimo en los secundarios y cuarto en los mercados pequeños. El 4 de septiembre de 1991 la Recording Industry Association of America (RIAA) lo certificó con un disco de oro, por vender más de 500 000 copias en los Estados Unidos.
Por otro lado, en Brasil, Chile, Israel y Singapur alcanzó el primer lugar en sus respectivas listas. En octubre de 1991 llegó a la séptima casilla del conteo musical de Australia y en ese mismo año la Australian Recording Industry Association (ARIA) le confirió un disco de oro después de vender más de 35 000 copias. Por su parte, en Nueva Zelanda se posicionó en el puesto 17 en el Official New Zealand Music Chart. Para la semana del 7 de julio obtuvo el décimo lugar en el Top 100 Singles de la revista canadiense RPM.
El 19 de octubre de 1991 Music & Media reportó que hasta ese entonces el sencillo había vendido alrededor de 2,5 millones de copias, con los Estados Unidos (600 000), Alemania (600 000) y Francia (500 000) como los principales mercados. A su vez, para enero de 1994, la cifra ya bordeaba las 7 millones de unidades comercializadas. En total, se estima que «Wind of Change» entró en las listas especializadas de 78 países y hasta el año 2009 había vendido más de 14 000 000 de copias. Más tarde, en septiembre de 2015, Klaus Meine contó que tal vez ya bordeaba las 15 millones de copias comercializadas, lo que lo convierte en uno de los sencillos más vendidos del mundo.

### Comentarios de la crítica

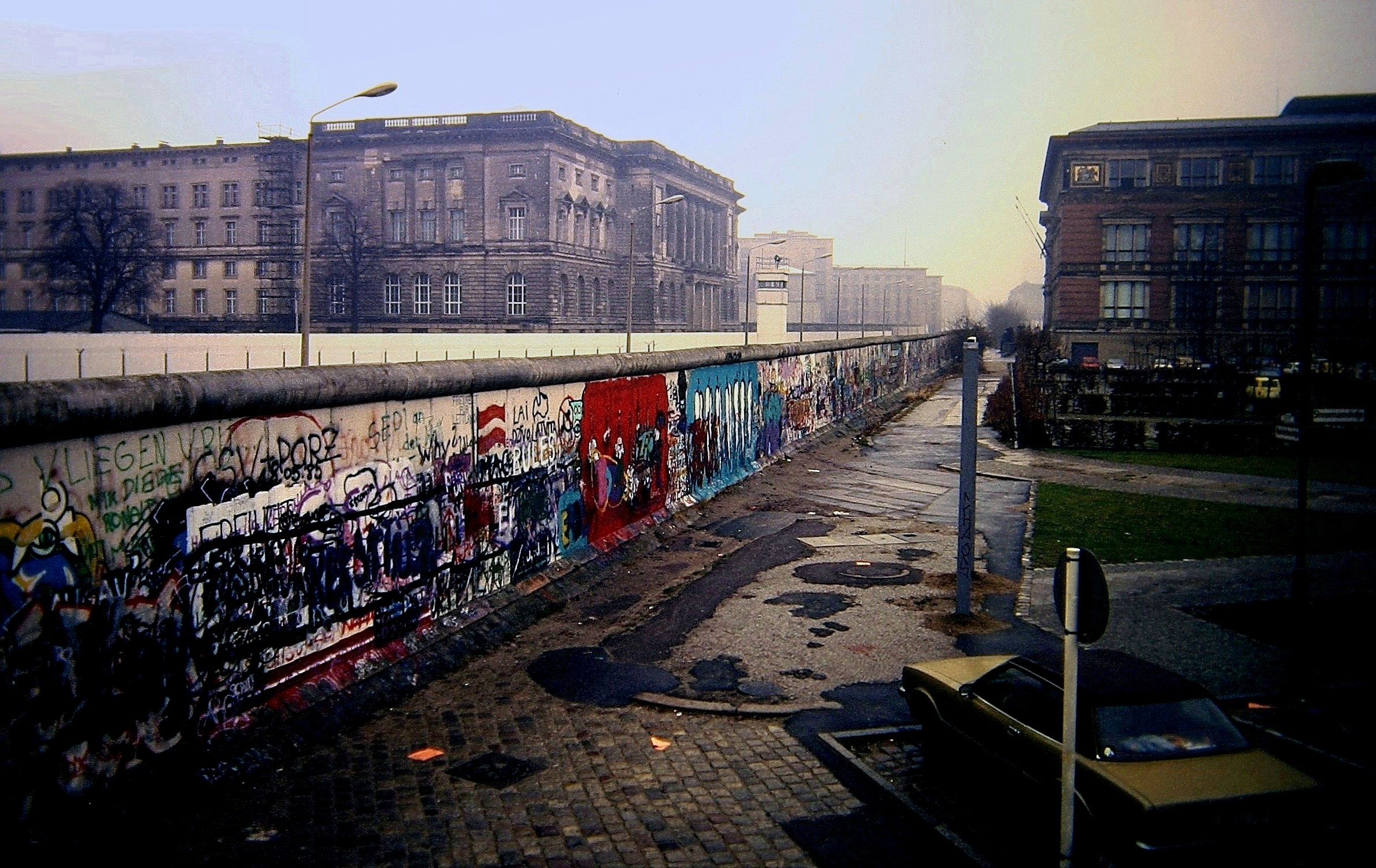
Una vez que salió a la venta como sencillo, la crítica asoció la canción con la caída del muro de Berlín. En la imagen, el muro en 1988

La canción recibió mayoritariamente reseñas positivas por parte de los críticos. Tim Evans de RPM mencionó que es «fácilmente el mayor éxito radial de la banda». Asimismo, en la revisión a Crazy World, la misma revista canadiense consideró que —junto con «Money and Fame» y «To Be With You in Heaven»— ocupa un lugar destacado en el álbum. Dave Sholin de Gavin Report indicó que «invita a la reflexión» y «los eventos históricos del último año y medio se ven desde una perspectiva única y se expresan con una emoción que es genuinamente conmovedora». La publicación estadounidense Hits la definió como «una gran canción, un gran video, intensas solicitudes y calientes ventas, ¿pueden decir éxito? Ellos sí». Por su parte, la revista Billboard señaló que es una «canción alegre y líricamente reflexiva», la que podría trasladarse al pop arena. Además, señaló que sus «coros susurrantes envueltos en sutiles líneas de guitarra acústica, embellecen la distintiva voz principal de Klaus Meine».
Eduardo Rivadavia de Allmusic mencionó que junto con «Send Me an Angel» «son posiblemente dos de los mejores lentos de la banda, con una armonía y letras relajantes» Por su parte, Götz Kühnemund de la alemana Rock Hard la llamó una «súper balada». Jeff Giles de Ultimate Classic Rock indicó que es una «balada más ligera» y «fue la canción perfecta en el momento perfecto para Scorpions», además señaló que su letra «capturó el espíritu de la época en un momento de inmensa agitación política, y se convirtió en un himno para el final de la Guerra Fría». Alexander Milas de Classic Rock apuntó que en los «anales de la música rock no hay canción más reconocible al instante o entrelazada con uno de los cambios geopolíticos más sísmicos del siglo XX, la caída del muro de Berlín, que "Wind of Change"». A su vez, dijo que «...es posiblemente una de las power ballads más monumentales y mejor reconocidas de todos los tiempos, y también podría decirse que es el vértice comercial de Scorpions».
Jana-Sophie Brasseler del periódico alemán Hamburger Abendblatt la llamó el «Himno de la caída del Muro», a pesar de que «la noche gloriosa sobre la que se canta» no corresponde a ese evento. Richard Bienstock de Rolling Stone también hizo énfasis en ese punto, pero fue gracias a sus «sentimientos de esperanza y paz», como también a su video musical, que «la vinculó inextricablemente al final de la Guerra Fría y la reunificación de Alemania Oriental y Occidental». Christine Lehnen de Deutsche Welle dijo que «sigue siendo una power ballad desgarradora por excelencia». Por su parte, Nadine Wojcik del mismo servicio de radiodifusión alemán señaló que su letra en inglés «capturó el estado de ánimo del momento en todo el Bloque del Este y la esperanza de cambio de la gente». Jason Heller del sitio The A.V. Club comentó que la canción posee «trazos amplios, frases simples y ganchos enormes» y «no se avergüenza en su intento desesperado por lo épico». Además, señaló que «desde los silbidos nostálgicos de Meine hasta sus letras sobre los soldados en Gorky Park, es un himno para cantar que aboga por la hermandad, el perdón y la reconciliación».
«Wind of Change» también recibió algunas críticas negativas. Por ejemplo, People la consideró como una gran sorpresa, cuya calma es suficiente para que la banda termine silbando. Además, realizó preguntas retóricas como «¿qué tratan de hacer estos chicos, arruinar su imagen?» y «¿un sombrío tono de reflexión y política?». Por su parte, NME mencionó que «esperamos que "Wind of Change" sea el último solo de silbidos de Klaus».

### Reconocimientos
Con el paso de los años, varios medios y críticos han reconocido la canción en sus diferentes publicaciones. En 1992 la Sociedad Estadounidense de Compositores, Autores y Editores (ASCAP, en inglés) la citó como una de las canciones más reproducidas del año. Al año siguiente, la misma organización le otorgó un premio a Klaus Meine por ser el compositor de la canción. En 1999 la radio alemana Schleswig-Holstein les otorgó el premio RSH-Gold por ser la canción más exitosa de una banda alemana, mientras que en 2005 los televidentes de la cadena televisa alemana ZDF la eligieron como la canción del siglo. En 2011 la revista Rolling Stone la posicionó en el segundo puesto de las 15 mejores canciones con silbido de todos los tiempos. Asimismo, ha sido incluida en las listas 1001 canciones que debes escuchar antes de morir y 10 001 que debes descargar; las 7500 canciones más importantes de 1944-2000 de Bruce Pollok; 1000 canciones que cambiaron nuestras vidas del crítico italiano Ezio Guaitamacchi y las 100 grandes baladas de rock de su coterráneo Marco Garavelli. De igual manera, ha figurado en los recuentos de las mejores power balladas de la historia desarrollados por algunos medios como UDiscover Music, Classic Rock, Washington Post y MSN, entre otros.

## Video musical
La dirección del video musical quedó a cargo del estadounidense Wayne Isham, quien se reunió con la banda en Berlín cuando estaban dando un concierto en vivo y ya estaban grabando parte del video. Según el director, todos tenían una opinión sobre lo que estaba pasando con respecto a los eventos mundiales y querían que su trama fuese algo más que solo mostrar una de sus presentaciones en vivo. Con la idea inicial de incluir imágenes de la caída del muro de Berlín, Isham comentó que esa fue la inspiración para ir más allá: «Querían hacerlo más inclusivo. Más universal. De la política al medio ambiente».
La trama principal muestra a Scorpions interpretando la canción en el recinto Deutschlandhalle de Berlín, la cual juntaron con imágenes de su presentación en el Moscow Music Peace Festival y parte de su estadía en Moscú, tomada del VHS To Russia With Love and Other Savage Amusements de 1988. Estas, a su vez, las mezclaron con algunos acontecimientos que ocurrieron o estaban en proceso en aquella época, como la caída del muro de Berlín, revueltas sociales, el desastre del Exxon Valdez, figuras político-sociales como Nelson Mandela, Lech Wałęsa, Juan Pablo II y Mijaíl Gorbachov, entre otros. Al finalizar, Klaus alza su brazo con un encendedor prendido en la mano mirando hacia el cielo.
Estrenado en abril de 1991, Isham recordó que a la banda le encantó, pero ciertas personas del sello discográfico encontraron que se extralimitaron y el resultado era demasiado político. De acuerdo con Alexander Milas de Classic Rock, fue el video el que «capturó la imaginación en cada zona horaria y destiló un sentimiento importante» en las personas. Por su parte, el 10 de agosto de 1991 llegó hasta el puesto 3 en el recuento de los veinte mejores de MTV y terminó el año en la posición 16 en su lista de los 100 videos de 1991. En febrero de 2023, logró ser el primer videoclip de la banda en superar el billón de reproducciones en Youtube.

## Interpretaciones en directo

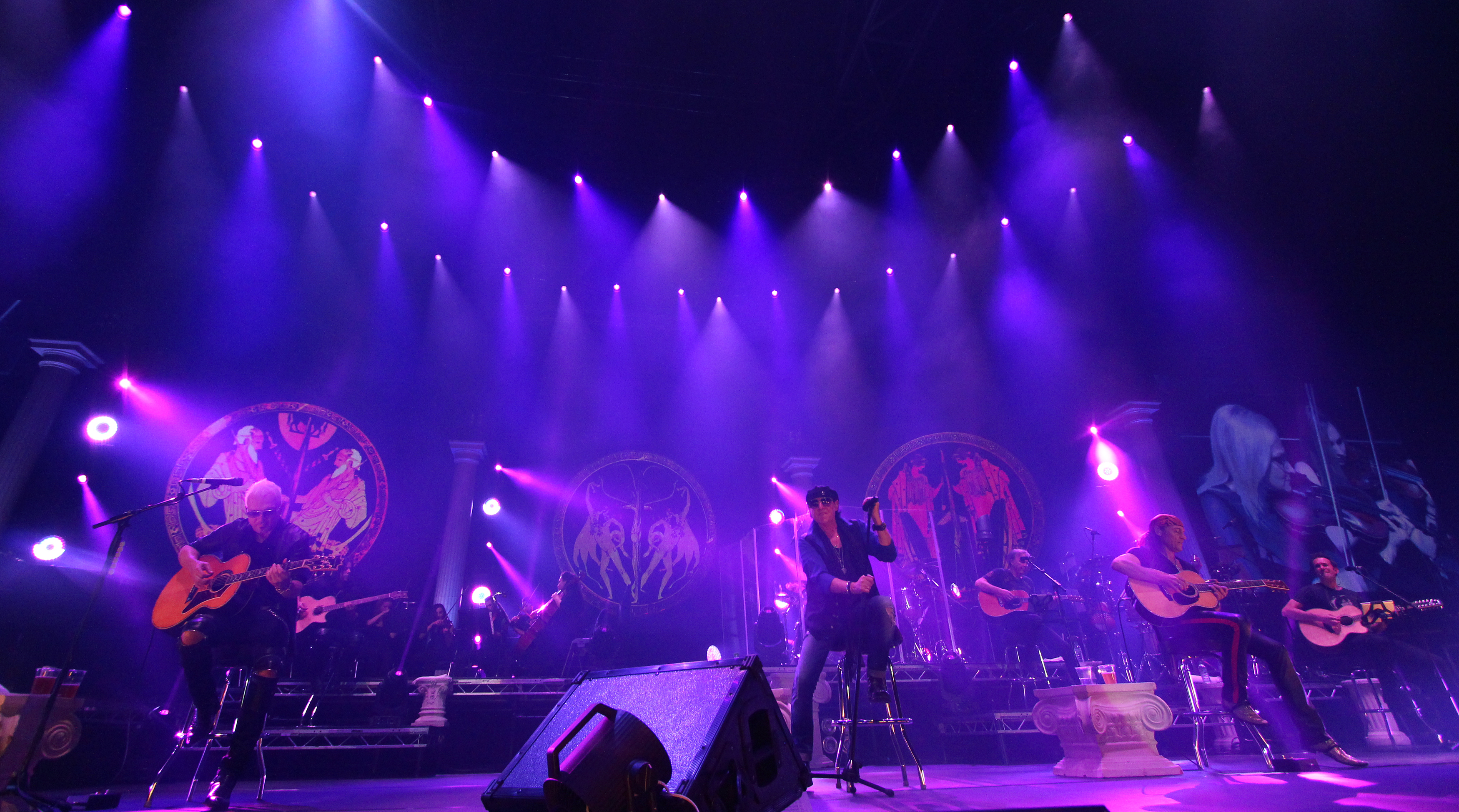
Desde su lanzamiento, «Wind of Change» es interpretada habitualmente en los conciertos en vivo de la banda

Scorpions tocó «Wind of Change» por primera vez el 23 de noviembre de 1990 en el recinto Vorst Nationaal de Bruselas (Bélgica), en el marco de la gira promocional Crazy World Tour (1990-1991). En diciembre de 1991 fueron invitados por Mijaíl Gorbachov para reunirse con él y su esposa Raísa en el Kremlin de Moscú, que convirtió a la banda en el primer artista de rock occidental en conocer al líder soviético. En la reunión conversaron mayormente sobre música y Scorpions aprovechó la oportunidad para entregarle dos cheques con un total de 70 000 dólares, cuya mitad la donó la banda y la otra el sello discográfico. El dinero, obtenido de las regalías de la canción, se destinó para comprar equipos médicos para los hospitales infantiles de varias ciudades. Luego de ello, interpretaron la canción en la plaza roja del Kremlin. Sobre el recibimiento en el palacio, Meine recordó: «No es porque seamos el grupo número uno (...) Es mucho más debido a la canción que golpeó perfectamente el espíritu de la época. Los "vientos de cambio" nos llevaron al Kremlin».
El 9 de noviembre de 1999, con la dirección del ruso Mstislav Rostropóvich, Scorpions la interpretó junto con 166 cellistas en la Puerta de Brandeburgo de Berlín, para celebrar el décimo aniversario de la reunificación alemana. Al año siguiente, la tocaron con la compañía de la Orquesta Filarmónica de Berlín en la Expo 2000 en Hannover (Alemania). El 6 de septiembre de 2003, en el marco de la gira Scorpions World Tour 2003, la interpretaron esta vez con la Orquesta Presidencial de la Federación Rusa en Moscú, para conmemorar el aniversario 865 de la capital rusa. Por su parte, el 17 de diciembre de 2009, Klaus Meine —en su calidad de embajador— participó del XV Gala, evento benéfico creado por la fundación del tenor español José Carreras con el fin de recaudar dinero para la lucha contra la leucemia. En aquella ocasión, ambos la cantaron a dúo.
El 30 de marzo de 2011 fueron invitados a tocarla en un evento que conmemoraba el cumpleaños número ochenta de Mijaíl Gorbachov, acontecido en el Royal Albert Hall de Londres. Por otro lado, durante la gira Rock Believer World Tour de 2022, la banda cambió la letra de canción de I follow the Moskva, down to Gorky Parky, listening to the wind of change por Now listen to my heart, it says Ukraine, waiting for the wind to change. Sobre ello, Klaus afirmó que debido a la guerra en Ucrania, ya «no es el momento de romantizar a Rusia». La primera vez que incluyeron esta nueva frase ocurrió en una colaboración para el documental Yoshiki: Under the Sky del cantante japonés Yoshiki, realizado durante la pandemia de COVID-19. En diciembre de 2023 la banda publicó el videoclip de esta versión en su cuenta oficial de Youtube.

## Versiones

### Regrabaciones hechas por Scorpions
Debido al éxito de la canción a nivel mundial, Meine contó que la discográfica les solicitó que hicieran una versión en español, la que se publicó en 1991 en algunos mercados hispanohablantes con el título de «Viento de cambio». También grabaron una en ruso, «porque el pueblo ruso también tiene que conocer el mensaje» según Schenker. Editada en 1991 en Europa con el nombre de «Ветер Перемен», Meine confirmó que fue difícil realizarla y tenía dudas si era buena o no. Este hecho posicionó a Scorpions como la primera banda de rock alemana en grabar material en el idioma ruso.
Después de su lanzamiento, Scorpions la ha tocado en vivo en prácticamente todas sus posteriores giras de conciertos. Algunas de sus ediciones en directo han figurado en los álbumes Live Bites (1995) y Live 2011: Get Your Sting and Blackout (2011), como también en los videos de larga duración Crazy World Tour Live...Berlín 1991 (1991) y Unbreakable World Tour 2004: One Night in Vienna (2005). Asimismo, la versión sinfónica grabada con la Orquesta Filarmónica de Berlín la publicaron en el disco Moment of Glory (2000). Por su parte, en tres ocasiones la han registrado en formato unplugged: en 2001 para el disco Acoustica, en 2008 con la compañía de músicos brasileños para el DVD Amazonia: Live in the Jungle y en 2013 para el MTV Unplugged - Live in Athens, en donde Meine la interpretó a dúo con Morten Harket. En 2011, la banda la regrabó con la tecnología de la época para el recopilatorio Comeblack.

### Versiones realizadas por otros artistas

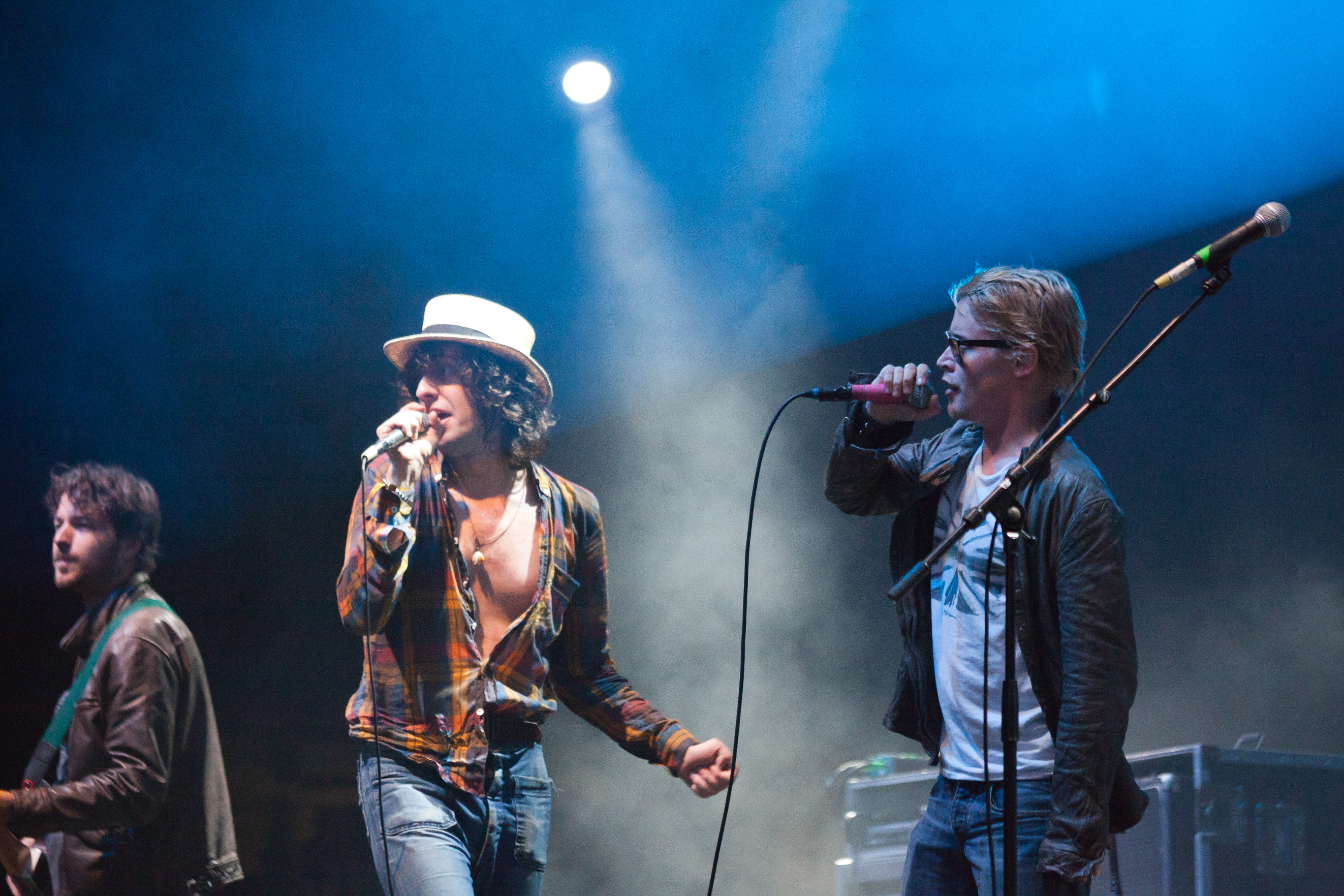
Adam Green junto con Macaulay Culkin interpretando «Wind of Change» en el Berlin Festival de 2010

Con el pasar de los años, varios artistas han realizado sus propias versiones para sus respectivos álbumes. El primero de ellos fue la banda italiana de dance Jackie Moore, que publicó en su país un siete pulgadas con tres remixes de la canción en 1991. En 1994 el flautista irlandés James Galway la grabó en versión instrumental para su disco titulado precisamente Wind of Change. Por su parte, en el mismo año la banda de pop rock alemana Boppin'B la versionó para su álbum Hits. Otros artistas que la han versionado, ya sea en estudio o en vivo, son José Carreras, The Twang, The Ten Tenors, Parralox y Kidz Bop Kids, entre otros. Por su parte, en 2010 el músico estadounidense Adam Green junto con el actor Macaulay Culkin la interpretaron en vivo en el Berlin Festival.
De igual manera, ha sido adaptada a otros idiomas: al alemán por Adoro («Wie der Wind sich dreht») y por Hayseed Dixie («Wind der Veränderung»), al italiano por Fiorello («Ridi») y al portugués por Yahoo («Como o Vento»). Asimismo, el director Christian Kolonovits y el productor Erik Macholl versionaron a «Ветер Перемен», mientras que Medina Azahara a «Vientos de cambio».

## Lista de canciones
| Vinilo de 7" |                   |          |  |
| N.º          | Título            | Duración |  |
| 1.           | «Wind of Change»  | 5:10     |  |
| 2.           | «Restless Nights» | 5:44     |  |

| Vinilo de 12" |                             |          |  |
| N.º           | Título                      | Duración |  |
| 1.            | «Wind of Change»            | 5:10     |  |
| 2.            | «Restless Nights»           | 5:44     |  |
| 3.            | «Big City Nights» (en vivo) | 5:10     |  |

| Sencillo en CD |                  |          |  |
| N.º            | Título           | Duración |  |
| 1.             | «Wind of Change» | 5:10     |  |
| 2.             | «Money and Fame» | 5:06     |  |

| Sencillo de 12" edición británica |                        |          |  |
| N.º                               | Título                 | Duración |  |
| 1.                                | «Wind of Change»       | 5:10     |  |
| 2.                                | «Hit Between the Eyes» |          |  |
| 3.                                | «Blackout» (en vivo)   |          |  |

| Sencillo en CD edición británica |                            |          |  |
| N.º                              | Título                     | Duración |  |
| 1.                               | «Wind of Change»           | 5:10     |  |
| 2.                               | «To Be With You in Heaven» |          |  |

| Vinilo de 7" edición radial |                   |          |  |
| N.º                         | Título            | Duración |  |
| 1.                          | «Wind of Change»  | 4:10     |  |
| 2.                          | «Restless Nights» | 5:44     |  |

| Vinilo de 12" edición argentina |                                       |          |  |
| N.º                             | Título                                | Duración |  |
| 1.                              | «Wind of Change (versión en español)» |          |  |
| 2.                              | «Lovedrive»                           |          |  |
| 3.                              | «Rock You Like a Hurricane»           |          |  |
| 4.                              | «Rhythm of Love»                      |          |  |

| Sencillo en CD y maxisencillo |                                               |          |  |
| N.º                           | Título                                        | Duración |  |
| 1.                            | «Wind of Change (versión en ruso)»            | 3:42     |  |
| 2.                            | «Wind of Change (versión en inglés, editada)» | 3:42     |  |
| 3.                            | «Wind of Change (versión en español)»         | 5:08     |  |

## Posicionamiento en listas musicales
| País/Continente | Lista (1991)                           | Posición |
| --------------- | -------------------------------------- | -------- |
| Alemania        | Media Control Charts                   | 1        |
| Australia       | ARIA Charts                            | 7        |
| Austria         | Ö3 Austria Top 40                      | 1        |
| Bélgica         | Ultratop 50 Singles (Flandes)          | 1        |
| Bélgica         | Ultratop 50 Singles (Valonia)          | 2        |
| Brasil          | Brasil Singles Chart                   | 1        |
| Canadá          | RPM Top Singles                        | 10       |
| Chile           | Chilean Singles Chart                  | 1        |
| Colombia        | ASINCOL                                | 1        |
| Dinamarca       | Tracklisten                            | 1        |
| Estados Unidos  | Adult Contemporary                     | 43       |
| Estados Unidos  | Billboard Hot 100                      | 4        |
| Estados Unidos  | Billboard Hot Jukebox Singles          | 3        |
| Estados Unidos  | Cashbox Top 100 Singles                | 6        |
| Estados Unidos  | CHR National Airplay - P1              | 13       |
| Estados Unidos  | CHR National Airplay - P2              | 7        |
| Estados Unidos  | CHR National Airplay - P3              | 4        |
| Estados Unidos  | Gavin Report Top 40                    | 10       |
| Estados Unidos  | Gavin Report Adult Contemporary        | 39       |
| Estados Unidos  | Hits Top 50 Singles                    | 9        |
| Estados Unidos  | Hits Requests Chart                    | 5        |
| Estados Unidos  | Mainstream Rock Tracks                 | 2        |
| Estados Unidos  | Radio Songs                            | 9        |
| Estados Unidos  | Radio and Records CHR National Airplay | 10       |
| Estados Unidos  | Radio and Records AOR Tracks           | 2        |
| Europa          | European Airplay Top 50                | 6        |
| Europa          | European Hot 100 Singles               | 1        |
| Europa          | Euro Hit Radio Top 50                  | 23       |
| Europa          | Top 10 Sales in Europe                 | 10       |
| Finlandia       | Suomen virallinen lista (airplay)      | 5        |
| Francia         | French Singles Chart                   | 1        |
| Grecia          | Top 50 Singles                         | 1        |
| Irlanda         | Irish Singles Chart                    | 2        |
| Islandia        | Íslenski listinn Topp 10               | 5        |
| Israel          | Israel Singles Chart                   | 1        |
| Japón           | Japan Hot 100                          | 56       |
| Noruega         | VG-lista                               | 1        |
| Nueva Zelanda   | Official New Zealand Music Chart       | 17       |
| Países Bajos    | Dutch Top 40                           | 1        |
| Países Bajos    | Dutch Top 100 Singles                  | 1        |
| Polonia         | Polish Music Charts                    | 1        |
| Reino Unido     | Music Week Top 75 Singles              | 2        |
| Reino Unido     | Music Week Top 50 Airplay              | 1        |
| Reino Unido     | UK Indie Chart                         | 1        |
| Reino Unido     | UK Singles Chart                       | 2        |
| Singapur        | Top of the Pops                        | 1        |
| Suecia          | Sverigetopplistan                      | 1        |
| Suiza           | Schweizer Hitparade                    | 1        |
| Uruguay         | Uruguay Singles Chart                  | 1        |
| País            | Lista (2011)                           | Posición |
| Francia         | French Singles Chart                   | 90       |
| Suiza           | Schweizer Hitparade                    | 59       |
| País            | Lista (2014)                           | Posición |
| Francia         | French Singles Chart                   | 140      |
| Suecia          | Sverigetopplistan                      | 37       |
| País            | Lista (2018)                           | Posición |
| Francia         | French Singles Chart                   | 181      |
| País            | Lista (2019)                           | Posición |
| Finlandia       | Suomen virallinen lista (Radiosotto)   | 71       |
| Francia         | French Singles Chart                   | 167      |
| País            | Lista (2020)                           | Posición |
| Finlandia       | Suomen virallinen lista (Radiosotto)   | 60       |
| País            | Lista (2021)                           | Posición |
| Finlandia       | Suomen virallinen lista (Radiosotto)   | 84       |
| País            | Lista (2024)                           | Posición |
| Finlandia       | Suomen virallinen lista (Radiosotto)   | 90       |

| País           | Lista (1991)                    | Posición |
| -------------- | ------------------------------- | -------- |
| Alemania       | Media Control Charts            | 1        |
| Australia      | ARIA Charts                     | 43       |
| Austria        | Ö3 Austria Top 40               | 1        |
| Bélgica        | Ultratop 50 Singles (Valonia)   | 2        |
| Canadá         | RPM Top Singles                 | 94       |
| Estados Unidos | Billboard Hot 100               | 39       |
| Estados Unidos | Gavin Report Top 40             | 39       |
| Estados Unidos | Mainstream Rock Tracks          | 2        |
| Europa         | European Hot 100 Singles        | 2        |
| Francia        | French Singles Chart            | 3        |
| Islandia       | Íslenski listinn Topp 10        | 5        |
| Países Bajos   | Dutch Top 40                    | 8        |
| Países Bajos   | Dutch Top 100 Singles           | 8        |
| Reino Unido    | Music Week Top 75 Singles       | 21       |
| Suecia         | Sverigetopplistan               | 2        |
| Suiza          | Schweizer Hitparade             | 1        |
| País           | Lista (2019)                    | Posición |
| Portugal       | Top 3000 Streams                | 852      |
| País           | Lista (2020)                    | Posición |
| Portugal       | Top 3000 Singles + EPs Digitais | 829      |
| País           | Lista (2021)                    | Posición |
| Portugal       | Top 1000 Singles + EPs Digitais | 798      |
| País           | Lista (2022)                    | Posición |
| Portugal       | Top 10 000 Streaming            | 858      |
| Portugal       | Top 10 000 Singles + EP Digital | 846      |
| País           | Lista (2024)                    | Posición |
| Kazajistán     | Top Radio Hits                  | 170      |

| País     | Lista                | Posición |
| -------- | -------------------- | -------- |
| Alemania | Media Control Charts | 1        |
| Austria  | Ö3 Austria Top 40    | 4        |

## Certificación
| País           | Organismo Certificador | Certificación | Ventas certificadas | Ref.      |
| -------------- | ---------------------- | ------------- | ------------------- | --------- |
| Alemania       | BVMI                   | Platino       | 500 000             | [ 29 ]    |
| Australia      | ARIA                   | Oro           | 35 000              | [ 65 ]    |
| Austria        | IFPI - Austria         | Platino       | 50 000              | [ 32 ]    |
| Brasil         | Pro-Música Brasil      | Oro           | 30 000              | [ 162 ]   |
| Dinamarca      | IFPI Dinamarca         | Platino       | 90 000              | [ 163 ]   |
| España         | Promusicae             | Platino       | 60 000              | [ 164 ]   |
| Estados Unidos | RIAA                   | Oro           | 500 000             | [ 61 ]    |
| Francia        | SNEP                   | Oro           | 250 000             | [ 26 ]    |
| Italia         | FIMI                   | Platino       | 70 000              | [ 165 ]   |
| Nueva Zelanda  | Recorded Music NZ      | Platino       | 30 000              | [ 166 ]   |
| Reino Unido    | BPI                    | Oro           | 400 000             | [ 40 ]    |
| Rusia          | NFPP                   | Oro           | 100 000             | [ 167 ]   |
| Sumario        |                        |               |                     |           |
| Mundo          | —                      | —             | 15 000              | [ n. 10 ] |

## Créditos
| - Klaus Meine: voz - Rudolf Schenker: guitarra rítmica y guitarra líder (solo) - Matthias Jabs: guitarra rítmica - Francis Buchholz: bajo - Herman Rarebell: batería | - Keith Olsen y Scorpions: producción - Barry Barnes y Liz Brooks: dirección artística - Mainartery: diseño de portada |

Fuente: Discogs